# C.S.D. Barber
SV Centro Social Deportivo Barber to klub piłkarski z Curaçao. Klub powstał w 1951. Występuje w Curaçao League. Klub sześciokrotnie wygrywał Curaçao League (2002, 2003, 2004, 2005, 2007), pięciokrotnie Netherlands Antilles Championship (2002, 2003, 2004, 2005, 2006, 2007). Drużyna wygrała też Sekshon Amatur w 1995 roku.